# James Hunt
James Simon Wallis Hunt (Epson, 29. kolovoza 1947. – Wimbledon, 15. lipnja 1993.), britanski sportski automobilist.
Bio je svjetski prvak u Formuli 1 1976. godine za tim McLaren.
Bio je 13 godina (1980. – 1993.) stručni sukomentator utrka F1 na BBC-u pored Murrayja Walkera.